# ARIA Charts
ARIA Charts är en sammanställning av försäljningen av hitmusiken i Australien, uppdaterad veckovis av Australian Recording Industry Association. De högst säljande singlarna och albumen och andra genrer finns med på den australiska Topplistan.